# Wartburgfest

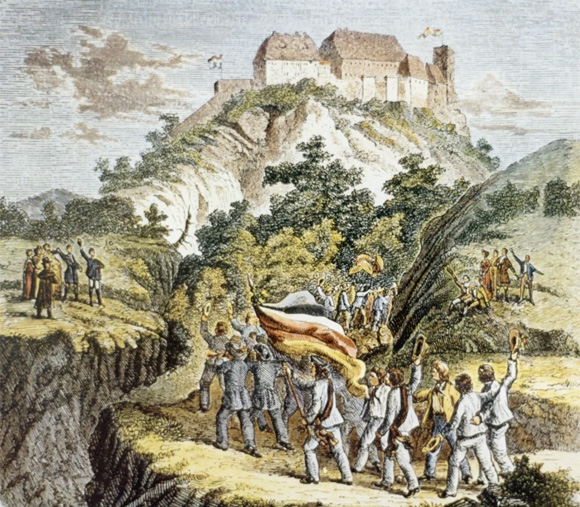
Studentenzug zum Wartburgfest 1817 (Künstler unbekannt)

Wartburgfest ist der Name mehrerer, zumeist studentischer Versammlungen, die jeweils auf der Wartburg bei Eisenach in Thüringen stattfanden. Am bekanntesten ist das erste Wartburgfest von 1817, auf das sich alle späteren bezogen.
Anlässlich des 4. Jahrestages der Völkerschlacht bei Leipzig am 18. Oktober 1817 und des bevorstehenden 300. Jahrestages des Beginns der Reformation trafen sich Studenten beinahe aller evangelischen deutschen Universitäten auf der Wartburg im Großherzogtum Sachsen-Weimar-Eisenach in Thüringen. Die Versammlung der ca. 500 Studenten und einiger Professoren war eine Protestkundgebung gegen reaktionäre Politik und Kleinstaaterei und für einen Nationalstaat mit einer eigenen Verfassung. Als Zufluchtsort Martin Luthers 1521/22 galt die Wartburg als deutsches Nationalsymbol.

## Wartburgfest 1817

### Hintergrund
Nach den Befreiungskriegen gegen Napoleon hegten viele Deutsche die Hoffnung auf eine Erneuerung der Reichseinheit, die sich nach dem Wiener Kongress 1815 aber als Illusion erwies. Die im Artikel 13 der Bundesakte versprochenen landständischen Verfassungen wurden nur zögerlich oder gar nicht erlassen; so erhielt etwa Sachsen-Weimar-Eisenach am 5. Mai 1816 als einer der ersten deutschen Staaten durch Großherzog Karl August eine teils altständische, teils moderne Verfassung, die als erste in der deutschen Geschichte die vollständige Presse-, Meinungs- und Versammlungsfreiheit einschloss. Die Studenten der Universität Jena – bis dahin in den traditionellen Landsmannschaften organisiert – gründeten 1815 die Urburschenschaft, um die deutsche Einheit und vor allem die „Tugenden der Nation“ an der Universität vorzuleben. Viele von ihnen hatten in den Befreiungskriegen im Lützowschen Freikorps oder als Freiwillige Jäger gekämpft.

### Einladung

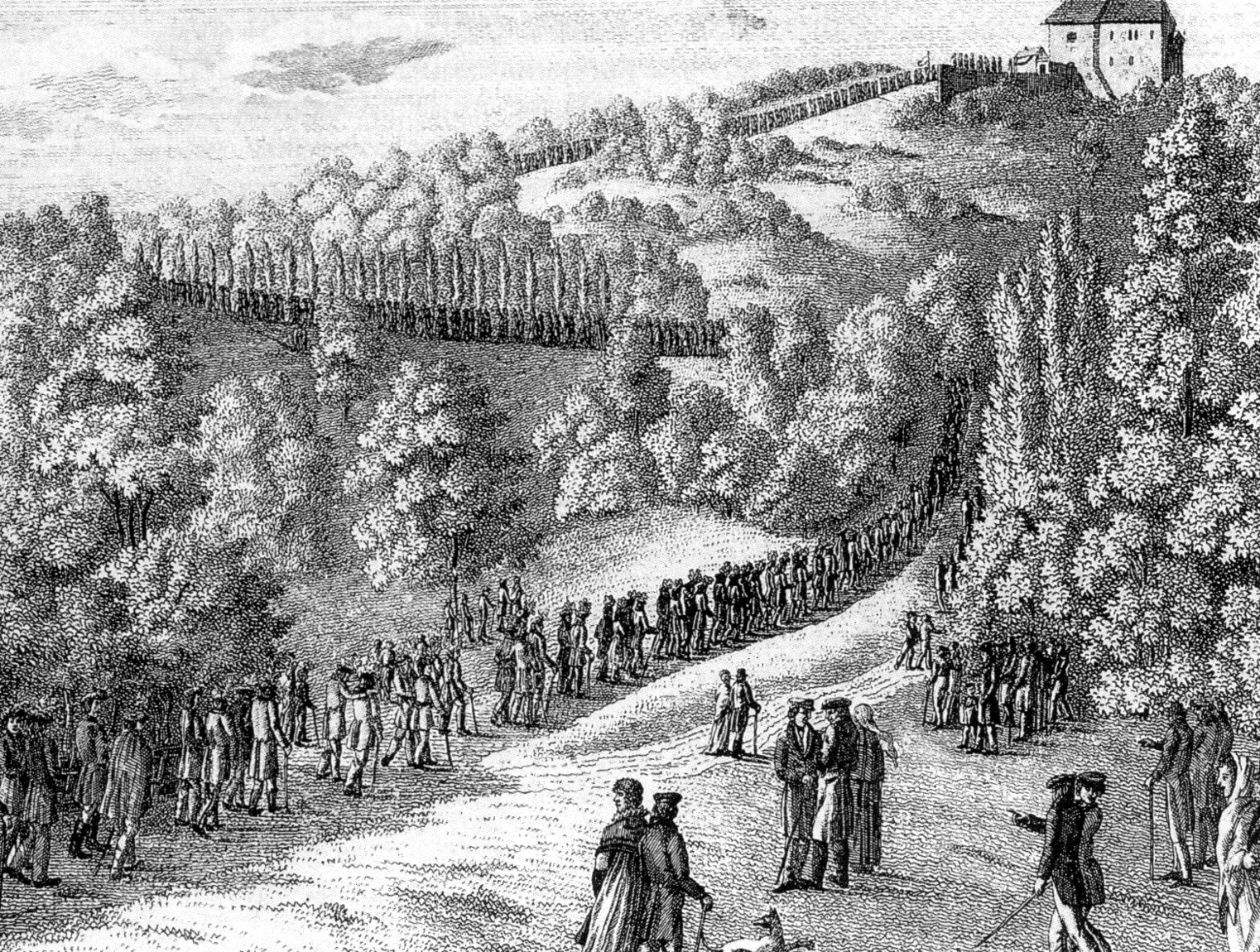
Zug der Studenten auf die Wartburg 1817. Radierung eines unbekannten Künstlers aus dem 19. Jahrhundert

Zu Pfingsten 1817 hatten Urburschenschafter der Universitäten Jena und Halle auf einem Treffen in Naumburg beschlossen, anlässlich des 300. Jahrestages des Thesenanschlags Martin Luthers am 31. Oktober 1517 und im Gedenken an die Völkerschlacht bei Leipzig vom 16. bis 19. Oktober 1813 Studenten deutscher Universitäten zum 18. Oktober 1817 auf die Wartburg zu einem „Nationalfest“ einzuladen. Am 11. August 1817 ergingen aus Jena Einladungsschreiben an Burschenschaften und Landsmannschaften der Universitäten Berlin, Breslau, Erlangen, Gießen, Göttingen, Greifswald, Heidelberg, Kiel, Königsberg, Leipzig, Marburg, Rostock und Tübingen. An die Studenten im Kaisertum Österreich ergingen angesichts der strengen Abschottungspolitik des Außenministers Metternich keine Einladungen. In der Einladung hieß es:

„Der Himmel segne unser gemeinsames Streben Ein Volk zu werden, das voll der Tugenden der Väter und Brüder durch Liebe und Eintracht die Schwächen und Fehler beider beseitigt.“

 Vorbild für die Form der Veranstaltung waren die Volksfeste der Französischen Revolution und die Festveranstaltungen der Turnbewegung.
Die Wartburg wurde als Ort gewählt teils wegen der Nähe zur Universität Jena, teils wegen der liberalen Einstellung von Großherzog Karl August – vor allem wegen ihrer Bedeutung als Nationalsymbol. Die Burg war 1521/22 Zufluchtsort Martin Luthers, den eine päpstliche Bannbulle und das Wormser Edikt für vogelfrei erklärt hatte. Durch seine in dieser Zeit in nur elf Wochen erfolgte Bibelübersetzung – so der unter den Teilnehmenden verbreitete Mythos – hat er der deutschen Sprache verbindliche Gestalt gegeben und ein Zeichen des Widerstands gegen jede kulturelle Fremdherrschaft gesetzt.

### Ablauf des Festes
Über 450 Studenten von dreizehn Universitäten erschienen, darunter auch solche von der nichteingeladenen Julius-Maximilians-Universität Würzburg, während Greifswald nur durch ehemalige Studenten vertreten war und Königsberg die Einladung nicht erreicht hatte. Somit nahm ungefähr jeder zwanzigste deutsche Student am Fest teil. Mehr als die Hälfte der Teilnehmer studierte auf eine Stelle im Staats- oder Kirchendienst hin, 50 Prozent kamen aus Beamtenfamilien. Auch mehrere Professoren der Universität Jena nahmen teil, namentlich die Mediziner Dietrich Georg von Kieser und Lorenz Oken, der Historiker Heinrich Luden und der Philosoph Jakob Friedrich Fries.
Unter dem Wahlspruch „Ehre, Freiheit, Vaterland“ wurden im Rittersaal der Burg zunächst Reden gehalten. Der Theologiestudent Heinrich Riemann lobte Luther als deutschen Freiheitshelden, Professor Fries erläuterte vage seine Vorstellungen, wie die deutsche Einheit zu verwirklichen sei. Dann sang man den Choral Nun danket alle Gott, der seit der Schlacht von Leuthen 1757 als „preußische Hymne“ galt. Die Veranstaltung endete mit einem Schlusssegen, weshalb sie der Historiker Étienne François als eine Mischung aus „protestantischem Gottesdienst und politischer Kundgebung“ beschreibt. Anschließend gab es ein Festessen, bei dem Trinksprüche und Hochrufe auf Luther und drei prominente Gefallene der Befreiungskriege ausgebracht wurden, nämlich auf Gerhard von Scharnhorst, Ferdinand von Schill und Theodor Körner. Bis dahin verlief das Fest im Ganzen gesittet und eher harmlos, trotz der emotionalen bis pathetischen Töne blieb, wie der Burschenschafthistoriker Günter Steiger schreibt, der „Protest ohne Programm. Eine konkrete politische Zielstellung und Orientierung fehlte.“

### Verbrennung von Büchern und Sinnbildern

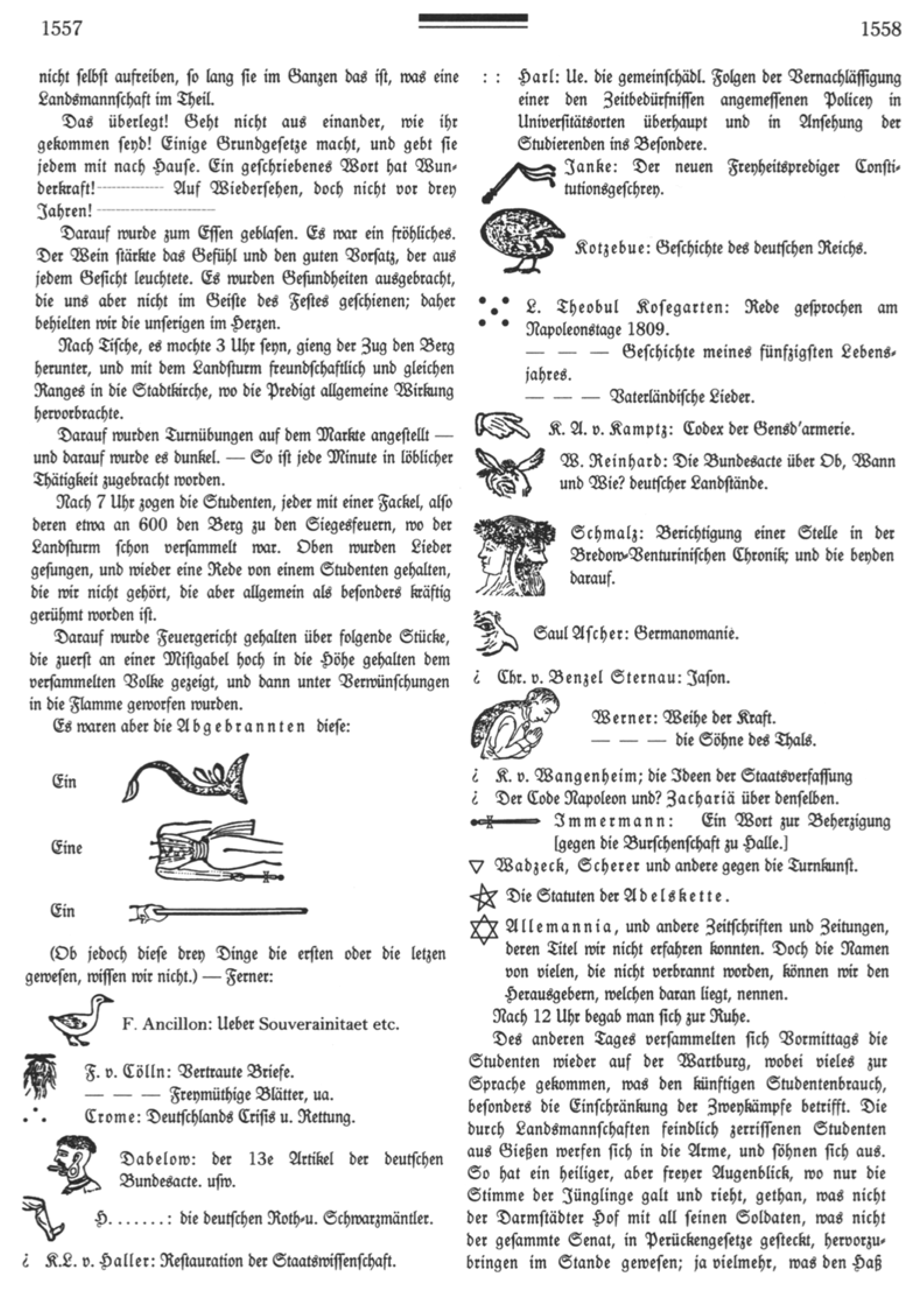
Nummer 195 der Zeitschrift Isis mit einer Aufstellung der verbrannten Gegenstände und Bücher

Auf dem nahe gelegenen Wartenberg hatten Angehörige des Landsturms zum Gedenken an die Völkerschlacht mehrere Siegesfeuer entzündet, und dorthin zogen die Studenten nach dem Festessen mit einem Fackelzug. Die burschenschaftliche Festleitung hatte die Teilnahme an den Siegesfeuern nicht in den offiziellen Teil des Wartburgfestes aufgenommen. Später folgte die symbolische Verbrennung von Büchern und obrigkeitsstaatlichen Gegenständen. Zu den in Form von beschrifteten Makulaturballen symbolisch verbrannten Büchern gehörten Werke, welche die Kleinstaaterei verteidigten, die junge deutsche Nationalbewegung und deren Vertreter kritisierten oder als frankreichfreundlich galten. Dazu gehörten etwa der Code Napoléon oder das Buch Germanomanie des deutsch-jüdischen Publizisten Saul Ascher (1767–1822), das mit dem Ruf „Wehe über die Juden, so da festhalten an ihrem Judenthum und wollen unser Volksthum und Deutschthum spotten und schmähen!“ symbolisch verbrannt wurde. Ob es sich bei letzterem um eine dezidiert judenfeindliche Äußerung handelte, ist in der Antisemitismus-Forschung umstritten.

### Grundsätze und Beschlüsse des 18. Oktobers
Im Nachgang des Wartburgfestes wurden die geäußerten Gedanken unter Mithilfe des Jenaer Professors Heinrich Luden in einem Programm zusammengefasst, das vom Verfassungshistoriker Ernst Rudolf Huber „als das erste deutsche Parteiprogramm“ bezeichnet wurde.
Die 35 Grundsätze und 12 Beschlüsse lassen sich folgendermaßen zusammenfassen:
- Die politische Zerissenheit Deutschlands soll der politischen, religiösen und wirtschaftlichen Einheit weichen.
  - „Ein Deutschland ist, und ein Deutschland soll sein und bleiben.“ (1. Grundsatz)
  - „Die Lehre von der Spaltung Deutschlands in das katholische und in das protestantische Deutschland ist irrig, falsch, unglückselig.“ (5. Grundsatz)
  - „Mauten, Zölle und Handelssperren zwischen deutschen Ländern, Verschiedenheiten in Maß, Gewicht, Münze (ihrem Gewicht nach und ihrer Bestimmung): alle diese Dinge schaden der Ehre Deutschlands bei den Fremden, sind in sich selbst verderblich für den Geist unsers Volks, quälen den einzelnen und bringen ihn zu Verlust und Schaden.“ (11. Grundsatz)

- Deutschland soll eine konstitutionelle Monarchie werden. Die Minister sollen der Volksvertretung verantwortlich sein.
  - „Die Fürstenwürde ist das Erhabenste auf Erden und darum für das Heiligste zu ehren und zu achten; denn sie stellt die Einheit des Bürgers und des Staates dar.“ (15. Grundsatz)
  - „Der Wille des Fürsten ist nicht das Gesetz des Volkes, sondern das Gesetz des Volkes soll der Wille des Fürsten sein.“ (16. Grundsatz)

- Alle Deutschen sind vor dem Gesetz gleich und haben Anspruch auf ein öffentliches Gerichtsverfahren vor Geschworenengerichten nach einem deutschen Gesetzbuch.
  - „Freiheit und Gleichheit ist das Höchste, wonach wir zu streben haben […]. Aber es gibt keine Freiheit als in dem Gesetz und durch das Gesetz, und keine Gleichheit als mit dem Gesetz und vor dem Gesetz. Wo kein Gesetz ist, da ist keine Gleichheit, sondern Gewalttat, Unterwerfung, Sklaverei.“ (19. Grundsatz)
  - „Jeder, von welchem der Staat Bürgerpflichten fordert, muß auch Bürgerrechte haben.“ (25. Grundsatz)
  - „Überhaupt sind öffentliche Gerichtspflege und das Geschworenengericht in peinlichen Fällen die sicherste Bürgschaft für die gerechte Verwaltung des Rechts.“ (32. Grundsatz)

- Alle geheime Polizei ist durch Ordnungsorgane der Gemeindeverwaltungen zu ersetzen.
  - „Die polizeiliche Gewalt kann von den Gemeinen, sobald diese eine gehörige Einrichtung haben, verwaltet werden […]. Geheime Polizei ist nur in Zeiten des Kriegs zu entschuldigen; in den Zeiten des Friedens beweist sie, daß Tyrannei herrsche oder erstrebt werde. […] wer der geheimen Polizei zur Zeit des Friedens dient, der begeht einen Verrat an der Freiheit.“ (34. Grundsatz)

- Sicherheit der Person und des Eigentums, Abschaffung der Geburtsvorrechte und der Leibeigenschaft sind ebenso verfassungsmäßig zu sichern wie die besondere Förderung der bislang unterdrückten Klassen.
  - „Alle Gesetze haben die Freiheit der Person und die Sicherheit des Eigentums zum Gegenstande.“ (20. Grundsatz)
  - „Die Geburt ist ein Zufall.“ (26. Grundsatz)
  - „Vorrechte sind mit der Gerechtigkeit unvereinbar. Wo es Bevorrechtigte gibt, da muß es auch Beeinträchtige geben. Dem Recht muß die Pflicht gegenüberstehen. Größere Rechte können im Staate nur diejenigen haben, die größere Pflichten haben.“ (27. Grundsatz)
  - „Das erste und heiligste Menschenrecht, unverlierbar und unveräußerlich, ist die persönliche Freiheit. Die Leibeigenschaft ist das Ungerechteste und Verabscheuungswürdigste, ein Greuel vor Gott und jedem guten Menschen.“ (28. Grundsatz)
  - „Den Leibeigenen muß in der verkündeten Freiheit keine Sklaverei erwachsen. Der Mensch ist nur frei, wenn er auch Mittel hat, sich selbst nach eigenen Zwecken zu bestimmen.“ (29. Grundsatz)

- An der Stelle der stehenden Heere tritt die allgemeine Wehrpflicht (Landwehr und Landsturm).
  - „Deutschland kann vor der großen Macht fremder Staaten nur durch die Landwehr geschützt werden, die sich im Fall der Not als Landsturm erhebt. Stehende Heere können große Siege erfechten, aber feste Sicherheit kann ein Staat nur in seinen Bürgern finden. Der Soldatengeist kann hohen Ruhm erlangen, aber bleibende Ehre gewinnt nur der Bürgersinn. Der Soldatengeist mag zu kühnen Taten treiben; aber der wahre Heldenmut, der in Glück und Unglück sich gleich bleibt, geht nur aus echtem Bürgersinn hervor.“ (10. Grundsatz)

- Rede- und Pressefreiheit sind verfassungsmäßig zu garantieren.
  - „Das Recht, in freier Rede und Schrift seine Meinung über öffentliche Angelegenheiten zu äußern, ist ein unveräußerliches Recht jedes Staatsbürgers.“ (31. Grundsatz)

- Die Wissenschaft soll dem Leben dienen, vornehmlich das Studium der Moral, Politik und Geschichte.
  - „Vor allem wollen wir uns als Studierende eines ernsten und besonnenen Lebens befleißigen und der Wissenschaft treu und redlich dienen. Aber der müßigen Gelehrsamkeit, die keine Tatkraft hat und achtet, wollen wir nicht frönen. Mit besonderem Eifer wollen wir alle diejenigen Wissenschaften studieren, die den Geist über Volk und Vaterland und alle öffentlichen Verhältnisse […] zu läutern und zu kräftigen vermögen – Moral, Politik, Geschichte.“ (3. Beschluss)

- Alle Spaltungen auf den Hochschulen sollen aufhören, geheime Bünde dürfen nicht bestehen.
  - „Wir wollen nicht dulden, daß auf deutschen Hochschulen die alten Spaltungen, unglückselige Nachbildungen der unglückseligen Spaltungen des Vaterlands, in Landsmannschaften oder Orden fortbestehen oder hergestellt werden.“ (4. Beschluss)

- Jeder Bursche muß aller Kleinstaaterei und Ausländerei, allem Kastengeist und Despotendienst abschwören.
  - „Von dem Lande oder Ländchen, in welchem wir geboren sind wollen wir niemals das Wort Vaterland gebrauchen. Deutschland ist unser Vaterland; das Land, wo wir geboren sind, ist unsere Heimat. Auch wollen wir soviel als möglich, […] alles Fremde in Sprache, Kleidung, Sitten und Bräuchen vermeiden.“ (10. Beschluss)
  - „Wenn wir die Hochschule verlassen und mit irgendeinem Amte, es sei hoch oder niedrig, bekleidet werden, so wollen wir dasselbe ehrlich, redlich, dem Fürsten treu, dem Vaterlande ergeben und auf eine solche Weise verwalten, welche dem Sinne vorstehender Grundsätze entspricht. Aber keiner von uns wird je ein Amt annehmen, welches einer geheimen Polizei dient oder eine Stelle bei einer außerordentlichen, gesetzwidrigen richterlichen Kommission und ebensowenig das Amt eines Bücherzensors.“ (12. Beschluss)

### Folgen
Die Obrigkeit reagierte alarmiert und fühlte sich an das Vorgehen der Jakobiner während der Französischen Revolution erinnert. Der Direktor im Berliner Polizeiministerium Karl Albert von Kamptz protestierte im Namen Preußens scharf bei Herzog Karl August gegen den „Haufen verluderter Studenten und Professoren“ und verlangte, die Universität Jena, dies „Asyl für Staatsverbrecher“, zu schließen. Der preußische König Friedrich Wilhelm III. wähnte gar, beim Wartburgfest wäre zum Aufstand aufgerufen worden und verlangte von seinem Kultusminister Karl vom Stein zum Altenstein, studentische Verbindungen zu verbieten.

Fahne der Urburschenschaft von 1816

In der Folge des Wartburgfestes einigte man sich auf die Gründung einer Allgemeinen Deutschen Burschenschaft als Gesamtverband. Das Wartburgfest war auch wichtig bei der Festlegung der deutschen Nationalfarben, denn die Fahne der Teilnehmer war die erste, die die Farben Schwarz-Rot-Gold trug. Sie ging auf die Uniformfarben des Lützowschen Freikorps zurück, dessen Uniform schwarz mit roten Aufschlägen und goldenen Knöpfen war. Von der Jenaer Burschenschaft wurde zum Fest eine dreibahnige rot-schwarz-rote Fahne mit einem goldenen Eichenzweig auf dem schwarzen Streifen mitgeführt, die sie am 31. März 1816 erhalten hatte und die sich heute im Jenaer Stadtmuseum befindet. Eine Replik ist im Festsaal auf der Wartburg zu besichtigen.
Einer der Teilnehmer war Karl Ludwig Sand. Er ermordete 1819 den bei der Bücherverbrennung geschmähten Schriftsteller August von Kotzebue. Sand wurde ein Jahr später hingerichtet. Das Attentat gab Metternich den Anlass zu einer allgemeinen Unterdrückung der Opposition durch die Karlsbader Beschlüsse vom 20. September 1819. Die Burschenschaften wurden verboten, die Universitäten unter staatliche Aufsicht gestellt und eine strenge Pressezensur verhängt. Zum gemeinsamen Vorgehen gegen die oppositionellen Kräfte bildeten die Bundesstaaten die Mainzer Zentraluntersuchungskommission.

### Das erste Wartburgfest in den Medien und in der Literatur
Der Professor Oken, der die Zeitschrift Isis oder Encyclopädische Zeitschrift herausgab, hatte am Wartburgfest mit einigen anderen interessierten Professoren teilgenommen und daraufhin in seiner Zeitschrift in einem mehrseitigen Artikel darüber berichtet. So zitierte er einige studentische Redner:

„Bedenkt aber, überlegt nur, was ein Student ist. Macht euch klar, dass in dem Augenblick, wo ihr euch zum Studieren entschließet, euch ganz Deutschland geöffnet ist. Der Studierte, sey er her, wo er wolle, kann sein Geschäft und seine Anstellung in Oestreich, Preußen, Bayern, Hannover, Sachsen, in Schwaben, Franken, Thüringen, Hessen, Mecklenburg, Holstein, am Rhein oder in der Schweiz finden. Er spricht nicht mehr die Sprache seines Dorfes, seiner Stadt; er versteht nicht dieses oder jenes Handwerk, was an eine bestimmte Werkstätte oder an die Scholle fesselte; er ist ein universaler Mensch! Eine Schande ist es, durch Studieren es nicht weiter gebracht zu haben, als ein Thüringer, ein Hesse, ein Franke, ein Schwabe, ein Rheinländer geblieben zu seyn. Eine Schande ist es, darauf sich etwas einzubilden, dass man nichts weiter als ein Provinzial-Landsmann geworden ist. Sprecht ihr denn Provinzial-Sprachen? Lebt ihr nach Provinzial-Sitten? Nein! Ihr werdet roth, dass man so etwas einen Studierten nur fragen kann. […] Nicht die Weißen sollen Schwarze, nicht die Schwarzen Weiße, nicht die Wildhessen Althessen, nicht die Bayern Franken, die Thüringer Schwaben, die Mecklenburger Lievländer usf. werden; sondern ihr sollt nur, auch durch eure Einrichtung das werden, was ihr alle als Studenten seyd, Universale. – Die Universalität erstreckt sich aber nicht auf die ganze Welt. Ihr lernt auf den Universitäten nicht französische, englische, spanische, russische, türkische Sitte und Wissenschaft; ihr könnt und wollt, (und das deutsche Volk will samt seinen Fürsten), nichts anderes werden, als gebildete Deutsche, die sich alle gleich sind, und deren Geschäft überall frey ist.“

Oken bekam aufgrund dieser Veröffentlichung politische Schwierigkeiten, die Auflage seiner Zeitschrift wurde beschlagnahmt. Im Jahre 1819 wurde Oken gar vor die Wahl gestellt, entweder seine Herausgebertätigkeit oder seine Professur aufzugeben. Er ließ jedoch von seiner Zeitschrift nicht ab und verzichtete auf das Professorengehalt.
Heinrich Heine, der in Bonn und Göttingen 1819/1820 der jeweiligen Burschenschaft angehört hatte und auf der Wartburg nicht dabei gewesen war, äußerte sich mit einigem zeitlichen Abstand zum Wartburgfest:

„Auf der Wartburg krächzte die Vergangenheit ihren obskuren Rabengesang, und bei Fackellicht wurden Dummheiten gesagt und getan, die des blödsinnigsten Mittelalters würdig waren! (...) Auf der Wartburg herrschte jener beschränkte Teutomanismus, der viel von Liebe und Glaube greinte, dessen Liebe aber nichts anderes war als Haß des Fremden und dessen Glaube nur in der Unvernunft bestand, und der in seiner Unwissenheit nichts Besseres zu erfinden wußte als Bücher zu verbrennen! Ich sage Unwissenheit, denn in dieser Beziehung war jene frühere Opposition, die wir unter dem Namen‚ die Altdeutschen kennen, noch großartiger als die neuere Opposition, obgleich diese nicht gar besonders durch Gelehrsamkeit glänzt. Eben derjenige, welcher das Bücherverbrennen auf der Wartburg in Vorschlag brachte, war auch zugleich das unwissendste Geschöpf, das je auf Erden turnte und altdeutsche Lesarten herausgab: wahrhaftig, dieses Subjekt hätte auch Bröders lateinische Grammatik ins Feuer werfen sollen!“

Das Zitat Heines Das war ein Vorspiel nur, dort wo man Bücher verbrennt, verbrennt man auch am Ende Menschen. war keine Anspielung auf die Bücherverbrennung während des Wartburgfestes 1817. Das Zitat bezog sich auf eine Verbrennung des Koran während der Eroberung des spanischen Granada durch christliche Ritter in seiner allegorischen Tragödie „Almansor“ (1821, Wortlaut siehe Bücherverbrennung).

## Spätere Wartburgfeste

### Wartburgfest 1848

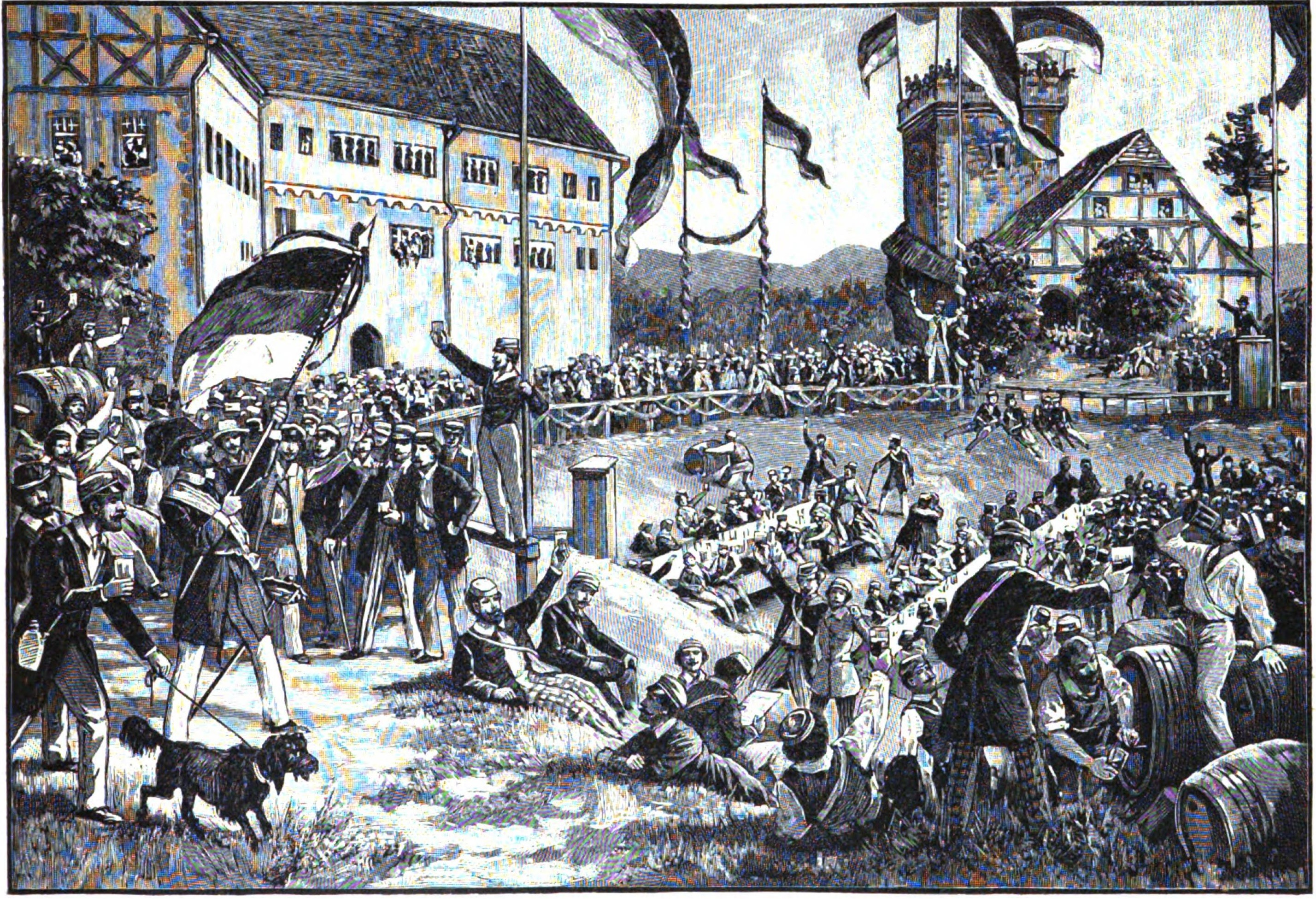
Das Wartburgfest im Jahre 1848. Nach einer gleichzeitigen Abbildung gezeichnet von Fritz Bergen. In: Die Gartenlaube, 1898.

Das Zweite Wartburgfest vom 12. Juni 1848 steht von der Bekanntheit her hinter dem ersten Wartburgfest des Jahres 1817 zurück. Pfingsten 1848 ging es um die zukünftige Verfassung der deutschen Universitäten. Dazu trafen sich studierende Vertreter fast aller deutschen Hochschulen, die damals im Wesentlichen Studentenverbindungen angehörten, die allerdings untereinander durchaus nicht einig waren. Vom Historiker Paul Ssymank wurden die Teilnehmer in einen konservativen Flügel, bestehend aus 400 bis 500 Angehörigen der alten Corps, des Wingolf und der teutonischen Burschenschaften, und einen linken Mehrheitsflügel, bestehend aus etwa 600 bis 700 studierenden Angehörigen der dem Progress zuneigenden Burschenschaften und Corps, der Finkenschaft und österreichische wie süddeutsche Studenten unterteilt.
Beseelt von Idealismus, dem Wunsch nach akademischer Freiheit und vor dem Hintergrund der Romantik, forderten die Studenten von der Frankfurter Nationalversammlung die Überführung der Universitäten in Nationaleigentum unter gesamtstaatlicher Finanzierungsverantwortung in akademischer Selbstverwaltung.

### Wartburgfest der Republikaner (1929)
In bewusster Anknüpfung an die republikanischen Ideale der ersten beiden Wartburgfeste veranstalteten das Republikanische Studentenkartell und das Reichsbanner Schwarz-Rot-Gold am Pfingstsonntag 1929 ein so bezeichnetes „Wartburgfest der Republikaner“. Auf der Kundgebung, mit der die Veranstalter ein Zeichen gegen die unter Professoren und Studenten verbreitete Republikfeindlichkeit setzen wollten, sprach unter anderem der preußische Innenminister Albert Grzesinski (SPD).

### Wartburgfest der Deutschen Studentenschaft (1948)
Nach dem Ende des Zweiten Weltkriegs fand im Mai 1948 wiederum in Eisenach ein „Wartburgfest der Deutschen Studentenschaft“ statt, das mit dieser Namensgebung ebenfalls die geistige Tradition der ersten beiden Wartburgfeste für sich reklamierte. Allerdings stand diese Veranstaltung bereits im Zeichen der fortschreitenden Spaltung Deutschlands, da gleichzeitig ein „Deutscher Studententag“ anlässlich der Wiedereröffnung der Frankfurter Paulskirche stattfand. Dieser war Anfang 1948 auf einem Interzonalen Studententag in Berlin von Vertretern aus allen vier Besatzungszonen verabredet worden und galt als letztes Vorbereitungstreffen für die schließlich im Januar 1949 erfolgte Gründung des Verbands Deutscher Studentenschaften (VDS). Allerdings blieben die zu dieser Zeit bereits von der SED dominierten Studentenräte der sowjetischen Besatzungszone dem Frankfurter Treffen demonstrativ fern und luden stattdessen die westdeutschen Hochschulen nach Eisenach ein. Laut FDJ-Zeitschrift Forum nahmen seinerzeit auch rund 100 Studenten aus den Westzonen sowie erstmals „fünfzig Vertreter der werktätigen Jugend“ an dem Treffen teil, außerdem mehrere hochrangige Partei- und Staatsvertreter der Ostzone, darunter der thüringische Ministerpräsident Werner Eggerath und Volksbildungsministerin Marie Torhorst (beide SED).

### Weitere Wartburgfeste
Geleitet von den Grundsätzen der Urburschenschaft feierte der Wingolfsbund von 1850 bis 1934 regelmäßig seine Bundesfeste in Eisenach. Nach der Auflösung im Jahre 1936 war eine Neugründung nach dem Zweiten Weltkrieg nur im westlichen Teil Deutschlands möglich. Seit der deutschen Wiedervereinigung führen sowohl der Wingolfsbund als auch die Deutsche Burschenschaft wieder regelmäßige Wartburgfeste in Eisenach durch. Zuvor hatten diese Veranstaltungen an verschiedenen Orten in der damaligen Bundesrepublik stattgefunden.
Siehe auch: Wartburgfeste des Wingolfsbundes

### 1817
- Friedrich Johannes Frommann: Das Burschenfest auf der Wartburg am 18ten und 19ten October 1817. Jena 1818. Online.
- Ernst Jung: Wartburgfest 1817. Aufbruch zur deutschen Einheit. Landeszentrale für politische Bildung, Stuttgart 1991.
- Robert Keil: Das October-Jubiläum auf der Wartburg. In: Die Gartenlaube. Heft 30 und 31, 1867, S. 473–475, 478 und 487–489 (Volltext [Wikisource]).
- Klaus Malettke (Hrsg.): 175 Jahre Wartburgfest. 18. Oktober 1817–18. Oktober 1992. Winter, Heidelberg 1992, ISBN 3-533-04468-8.
- Hans Ferdinand Maßmann: Kurze und wahrhaftige Beschreibung des großen Burschenfestes auf der Wartburg bei Eisenach am 18ten und 19ten des Siegesmonds 1817 (als Digitalisat der Ausgabe mit vielen handschriftlichen Anmerkungen bei Google-Books).
- Bernhard Sommerlad: Wartburgfest und Corpsstudenten. In: Einst und Jetzt. Bd. 24 (1979), S. 16–42.
- Günter Steiger: Aufbruch. Urburschenschaft und Wartburgfest. Urania, Leipzig 1967.
- Lutz Winckler: Martin Luther als Bürger und Patriot. Das Reformationsjubiläum von 1817 und der politische Protestantismus des Wartburgfestes. Lübeck und Hamburg 1969 (= Historische Studien, 408).

### 1848
- Max Friedländer, Robert Giseke: Das Wartburgfest der deutschen Studenten in der Pfingstwoche des Jahres 1848. Reclam, Leipzig 1848.
- Eckhard Oberdörfer: Das zweite Wartburgfest, die Rostocker Studenten und die Universitätsreform. In: Einst und Jetzt, Bd. 45 (2000), S. 73–90.
- Friedrich Schulze, Paul Ssymank: Das deutsche Studententum von den ältesten Zeiten bis zur Gegenwart 1931. München 1932, S. 264–268.
- Heide Thielbeer: Universität und Politik in der Deutschen Revolution von 1848. Bonn 1983, ISBN 3-87831-380-2.

### 1948
- Jürgen John, Christian Faludi (Bearb.): „Stellt alles Trennende zurück!“ Eine Quellenedition zum „Wartburgtreffen der Deutschen Studentenschaft Pfingsten 1948“ in Eisenach, Steiner, Stuttgart 2010, ISBN 978-3-515-09795-6.
- Detlev E. Otto: Studenten im geteilten Deutschland. Ein Bericht über die Beziehungen zwischen den Studentenschaften in Ost- und Westdeutschland 1945 bis 1958. Verband Deutscher Studentenschaften, Bonn 1959 (hier insbesondere S. 21 f.).